# Spider-Man (Film)
Spider-Man ist eine US-amerikanische Action-Comicverfilmung des Regisseurs Sam Raimi, die am 3. Mai 2002 in den US-amerikanischen Kinos und am 6. Juni 2002 auch in den deutschsprachigen anlief. Der Film entstand in Koproduktion von Columbia Pictures, Marvel Studios und Laura Ziskin Productions. Als Vorlage diente die gleichnamige Comicserie Spider-Man. Die gleichnamige Hauptrolle wurde mit Tobey Maguire besetzt.
Bis zum August 2002 spielte der Film bei einem Budget von 139 Mio. US-Dollar weltweit 821 Mio. US-Dollar ein. Damit besetzt er in der Liste der erfolgreichsten Filme ohne Inflationsbereinigung Platz 99 (Stand: 19. April 2025).
Dem Film schlossen sich die beiden Fortsetzungen Spider-Man 2 (2004) und Spider-Man 3 (2007) an, zusammen bilden die Raimi-Filme eine Trilogie.

## Handlung
Peter Parker lebt bei seiner Tante May und seinem Onkel Ben. In der Highschool ist er schüchtern und unbeliebt. Auf einem Schulausflug wird er von einer genetisch manipulierten Spinne gebissen und entwickelt daraufhin Superkräfte: die vergrößerte Kraft, Geschwindigkeit und Wendigkeit einer Spinne, die Fähigkeit Wände zu erklettern und einen besonderen „Spinnensinn“ für Gefahren. Anders als im Comic wirft er die Netze nicht mechanisch ab, sondern sie werden organisch im Körper produziert. Ebenfalls kann er, wie im Comic, verschiedenartige Netze spinnen, dünne elastische Fäden, um durch die Wolkenkratzerschluchten Manhattans zu schwingen, sowie stabile Netze zum Schutz oder um Verbrecher einzuschnüren.
Um seine Klassenkameradin und Nachbarstochter Mary Jane zu beeindrucken, will er sich ein Auto kaufen und versucht, das dafür nötige Geld bei einem Wrestling-Kampf zu verdienen. Der Ringrichter benennt den von Parker erdachten Namen „The Human Spider“ (dt. ‚Die menschliche Spinne‘) spontan in „Spider-Man“ um. Nach dem gewonnenen Match will Peter sein verdientes Geld abholen, bekommt jedoch nur einen lächerlich kleinen Teil davon. Kurz nach der Geldübergabe wird der Veranstalter beraubt, was Peter hätte verhindern können. Aus Rache für seine geringe Bezahlung lässt er den Dieb jedoch ungehindert entkommen. Kurz darauf wird sein Onkel von einem Autodieb angeschossen und stirbt in Peters Armen. Peter Parker, entsetzt und wütend zugleich, hört aus einer Polizeidurchsage die Position des Täters, verfolgt ihn unter erstmaligem Einsatz seiner Superkräfte. In einem Lagerhaus angekommen, schnappt er sich den Dieb und zieht ihm die Maske vom Gesicht. Es ist der Dieb aus dem Wrestling-Stadion. Ihm wird bewusst, dass er den Tod seines Onkels hätte verhindern können. Der Dieb will ihn erschießen; er fällt aber, nachdem ihm Peter blitzschnell die Waffe aus der Hand geschlagen hat, rücklings durch eine Fensterscheibe und stirbt. Peter erinnert sich an eine Weisheit Onkel Bens: „Aus großer Kraft folgt große Verantwortung, merk dir das.“ Er widmet sich fortan der Verbrecherjagd. Sein Leben als Superheld Spider-Man scheint sich gut zu entwickeln.
Zur gleichen Zeit entwickelt Norman Osborn, Vater von Peters Klassenkamerad und bestem Freund Harry Osborn, ein Serum, um die Kraft und das Potenzial des Menschen voll auszuschöpfen. Das Militär, welches die Forschung finanziert, wird ungeduldig und will das Entwicklungsbudget streichen, weil die Forschungen von Osborns Unternehmen „Oscorp“ keine verwertbaren Ergebnisse zu zeigen scheinen.
Norman Osborn sieht sich gezwungen, das Mittel an sich selbst zu testen. Ihm gelingt es sein Potential zu steigern, jedoch entwickeln sich auch Aggression und Wahnsinn bei ihm. Mithilfe eines Kostüms wird er zum Grünen Kobold (engl. ‚Green Goblin‘). Er tötet den Forschungsleiter und stiehlt den Prototyp eines Kampfgleiters sowie die dazugehörige Kampfrüstung, welche beide ebenfalls von Oscorp entwickelt worden waren. Während einer Parade tötet der Grüne Kobold den Aufsichtsrat der Oscorp und sprengt den Balkon, auf dem sich Mary Jane befindet. Da Harry Osborn, welcher in Mary Jane verliebt ist, bei der Explosion bewusstlos wird, hängt sie nun am Rest des Balkons, der abzustürzen droht. Spider-Man vertreibt den Grünen Kobold, rettet M.J. und schwingt mit ihr durch die Stadt. Als sie seine Identität erfahren will, macht er sich wieder auf den Weg.
J. Jonah Jameson ist Chef des Daily Bugle, der lokalen Tageszeitung. Er bringt Spider-Man auf die Titelseite und stellt ihn als Bedrohung dar. Ironischerweise arbeitet Peter Parker als freier Fotograf für Jameson. Er liefert Exklusivfotos von Spider-Man, die er per Selbstauslöser während der Verbrechensbekämpfung aufnimmt.
Eines Abends wird Mary Jane von einigen Kriminellen verfolgt und erneut von Spider-Man gerettet. Um sich dieses Mal bei ihm zu bedanken, küsst sie ihn, ohne ihm die Maske ganz auszuziehen.
Norman Osborn erkennt seine teuflische Seite und kooperiert mit dem Grünen Kobold. Er will Spider-Man auf die Seite des Bösen ziehen, Spider-Man lehnt jedoch ab. Während eines Thanksgiving-Essens erkennt Osborn die Verbindung zwischen Parker und Spider-Man, als er an Parker eine Wunde sieht, die er Spider-Man während eines Kampfes zugefügt hatte. Osborn verlässt Parker, M.J., seinen Sohn und Tante May, die zum Essen gekommen waren, um sein weiteres Vorgehen zu planen.
Da der Grüne Kobold Spider-Man seelisch schaden will, bedroht er Tante May in ihrem Haus. Durch den Schock muss sie ins Krankenhaus, wo sie sofort von Peter Parker besucht wird. Sie erzählt von einem Dämon mit gelben Augen. Peter begreift, dass der Grüne Kobold seine Identität kennt. Als er Mary Jane anrufen will, meldet sich der Grüne Kobold und verabredet sich mit ihm auf der Queensboro Bridge, wohin Spider-Man sofort aufbricht.
Dort angekommen, stellt der Grüne Kobold Spider-Man vor eine „sadistische Wahl“: Eine Seilbahn-Gondel voller Kinder und seine Liebe Mary Jane werden in den Fluss stürzen und er müsse sich aussuchen, wen er rettet. Als der Kobold Mary Jane und die Gondel fallen lässt, springt ihnen Spider-Man hinterher, und es gelingt ihm, beide zu retten. Nun kommt es zum Showdown zwischen Spider-Man und dem Grünen Kobold. Im Laufe des Kampfes zwischen den beiden wird Spider-Mans Maske zerstört. Auch Osborn gibt sich zu erkennen, reißt die Maske des Grünen Kobolds von seinem Kopf und schafft es, in einer für den Kobold geschwächten Lage, Mitleid von Parker zu erflehen. Er ist zerrissen zwischen zwei Identitäten und man sieht, wie er verzweifelt gegen sich selbst kämpft. Er fleht um Hilfe. Gleichzeitig bereitet er vor, mit seinem ferngesteuerten Gleiter, welcher mit Messern besetzt ist, Spider-Man von hinten zu attackieren. Parker lehnt ab, erkennt durch seine „Spinnensinne“ in letzter Sekunde die Gefahr und weicht dem Gleiter aus, der Osborn trifft und dadurch tötet. Norman Osborns letzter Wunsch ist es, dass Harry nichts von seinem zweiten Ich erfährt. Spider-Man legt Norman Osborn, in normaler Kleidung, in seinem Haus ab. Hierbei sieht Harry Osborn, wie Spider-Man die Leiche seines Vaters auf Händen trägt, woraufhin er später Rache schwört.
Die letzte Szene des Films spielt auf dem Friedhof während der Beerdigung von Norman Osborn. Nachdem ihm Harry Osborn von seinen Rachegelüsten gegen Spider-Man erzählt hat, gesteht ihm Mary Jane ihre Liebe und küsst ihn. Peter Parker sagt, dass er immer für sie da sein würde, aber nur als Freund. Der Kuss ruft in Mary Jane allerdings Erinnerungen an den früheren Kuss hervor, wie von ihrem Gesicht abzulesen ist.
Während Peter sich von ihr entfernt, akzeptiert er seine Verantwortung und man sieht, wie Spider-Man am Ende des Films durch New York schwingt.

## Hintergrund
- Der erste Trailer des Films wurde nach den Anschlägen des 11. Septembers 2001 zurückgezogen, da Spider-Man dort einen Hubschrauber in einem Netz fängt, das er zwischen den Türmen des World Trade Centers gespannt hat.
Im Film selbst gibt es eine Einstellung (~00:53:30), in der das World Trade Center in der Silhouette von New York auftaucht, die sich in den Augen von Spider-Man spiegelt.
- Besondere Berühmtheit erlangte kurz nach dem Kinostart der Filmkuss der beiden Hauptfiguren im strömenden Regen, wobei Spider-Man kopfüber an einer Hauswand hängt. Der Dreh musste mehrmals wiederholt werden. Dieser Kuss wurde oft parodiert, wie beispielsweise im Film Shrek 2, bei MTV Movie Awards von Jack Black und Sarah Michelle Gellar, in den Serien O.C., California und Türkisch für Anfänger oder in der Zeichentrickserie Die Simpsons sowie im Film Superhero Movie.
- Wie in allen Marvel-Verfilmungen der letzten Jahre taucht Spider-Man-Schöpfer Stan Lee im Film in einer kurzen Szene auf. Er rennt in einer Menschenmenge vor dem Grünen Kobold davon und rettet ein kleines Mädchen.
- Randy Savage – auch Macho Man Randy Savage – verkörpert den Wrestler, gegen den Spider-Man drei Minuten im Ring bestehen muss.
- Bruce Campbell hat jeweils eine kleine Rolle in allen drei Spider-Man-Filmen, im ersten Teil spielt er den Announcer beim Wrestlingkampf. Im gleichnamigen Konsolen- und PC-Spiel übernimmt er auch die Rolle des frechen Reiseführers (Tutorial).
- Lucy Lawless, die Darstellerin von Xena, hat in dem Film einen kurzen Cameo-Auftritt. Als Spider-Man anfängt, aktiv zu werden, gibt es verschiedene Aussagen von Leuten, was sie von seinem Auftauchen halten. Sie ist die Punkerin, die über ihn sagt: „Typ mit acht Händen? Klingt scharf!“.
- Als besondere Promotion zum Kinostart in Europa trat Marco Melandri vom MS Aprilia Racing Team einmalig beim Grand-Prix-Rennen der 250-cm³-MotoGP-Klasse in Mugello 2002 mit einem Spider-Man-Design an. Marco Melandri ging aus diesem Rennen als Sieger hervor.
- Die Kostüme für die komplette Reihe der Spider-Man-Filme schuf der britische, dreifache Oscarpreisträger James Acheson.
- In der Szene, in der Peter versucht, seinen Faden kontrolliert abzuschießen, benutzt er das Wort Shazam!, bei dem es sich um den magischen Ausspruch der im Besitz von DC Comics befindlichen Comicfigur Shazam! handelt, wodurch deren Verwandlung ausgelöst wird.

## Deutsche Synchronfassung
Die deutsche Synchronbearbeitung entstand bei der RC Production in Berlin. Jan Odle verfasste das Dialogbuch, Joachim Tennstedt führte die Dialogregie.
| Darsteller       | Deutscher Sprecher       | Rolle                            |
| ---------------- | ------------------------ | -------------------------------- |
| Tobey Maguire    | Marius Clarén            | Peter Parker / Spider-Man        |
| Kirsten Dunst    | Marie Bierstedt          | Mary Jane Watson                 |
| Willem Dafoe     | Reiner Schöne            | Norman Osborn / Der Grüne Kobold |
| Cliff Robertson  | Friedrich Georg Beckhaus | Onkel Ben Parker                 |
| Rosemary Harris  | Bettina Schön            | Tante May Parker                 |
| J. K. Simmons    | Joachim Kerzel           | J. Jonah Jameson                 |
| James Franco     | Kim Hasper               | Harry Osborn                     |
| Randy Savage     | Tilo Schmitz             | Bone Saw McGraw                  |
| Michael Papajohn | Lutz Schnell             | Dennis Carradine                 |
| Ron Perkins      | Klaus Jepsen             | Dr. Mendell Stromm               |
| Joe Manganiello  | Tobias Kluckert          | Eugene Thompson                  |
| Stanley Anderson | Otto Mellies             | General Slocum                   |
| Ted Raimi        | Bernhard Völger          | Hoffman                          |
| Bill Nunn        | Tobias Meister           | Joseph „Robbie“ Robertson        |
| Jack Betts       | Gerhard Paul             | Henry Balkan                     |
| Una Damon        | Christin Marquitan       | Lab Tour Guide                   |
| Shan Omar Huey   | David Nathan             | Lehrer                           |
| Gerry Becker     | Lutz Mackensy            | Maximillian Fargas               |
| Elizabeth Banks  | Debora Weigert           | Mrs. Betty Brant                 |
| Jayce Bartok     | Julien Haggége           | Musikant                         |
| Tim DeZarn       | Roland Hemmo             | Philip Watson                    |
| Bruce Campbell   | Erich Räuker             | Ring-Moderator                   |

## Filmmusik
Danny Elfman komponierte die Musik für den Film. Dabei setzte er seine Hauptschwerpunkte auf die Schaffung eigener Themen für jede Figur, die in unterschiedlichen Variationen eingesetzt werden. Außerdem wird der Film mit einem furiosen Main Title eröffnet, der außer dynamischen Orchesterklängen auch Chorstimmen enthält. Die genau 45 Minuten Musik im Film (3⁄8 der Filmlänge) schaffen eine düstere, spannende Atmosphäre. Der vorletzte Track des Scores Farewell begleitet die Abschlussszene des Films, in der sich Spider-Man durch die Manhattan Skyline schwingt. Elfman wurde für die Filmmusik mehrfach ausgezeichnet.
Etwa zur gleichen Zeit erschien ein Soundtrack-Album, das Pop- und Rocktitel bekannter Interpreten enthält, welche im Film aber kaum angespielt werden. Unter anderem enthält dieses Album die Single Hero von Chad Kroeger und Josey Scott. Sie gewann ebenfalls mehrere Preise. Das zugehörige Musikvideo zeigt die zwei Sänger auf dem Dach eines Hochhauses und Elemente des Films.
| Nr. | Titel                                                          | Interpret                               |
| --- | -------------------------------------------------------------- | --------------------------------------- |
| 1.  | Theme from Spider-Man                                          | Paul Francis Webster & Robert J. Harris |
| 2.  | Hero                                                           | Chad Kroeger feat. Josey Scott          |
| 3.  | What We’re All About                                           | Sum 41                                  |
| 4.  | Learn To Crawl                                                 | Black Lab                               |
| 5.  | Somebody Else                                                  | Bleu                                    |
| 6.  | Bug Bytes                                                      | Alien Ant Farm                          |
| 7.  | Blind                                                          | Default                                 |
| 8.  | Bother                                                         | Stone Sour                              |
| 9.  | Shelter                                                        | Greenwheel                              |
| 10. | When It Started                                                | The Strokes                             |
| 11. | Hate To Say I Told You So                                      | The Hives                               |
| 12. | Invisible Man                                                  | Theory of a Deadman                     |
| 13. | Undercover                                                     | Pete Yorn                               |
| 14. | My Nutmeg Phantasy (feat. Angie Stone & Mos Def) [Morello Mix] | Macy Gray                               |
| 15. | I-IV-V                                                         | Injected                                |
| 16. | She Was My Girl                                                | Jerry Cantrell                          |
| 17. | Main Titles                                                    | Danny Elfman                            |
| 18. | Farewell                                                       | Danny Elfman                            |
| 19. | Theme From Spider Man                                          | Aerosmith                               |

## Kritiken
„Unterhaltsame Comic-Verfilmung, die den Akzent weniger auf Schauwerte als auf die Entwicklung des jungen Helden legt, der lernen muss, die Verantwortung eines erwachsenen Mannes zu tragen. Der dramatische Zusammenhang des thematischen Kerns wird jedoch immer wieder durch Actionszenen gestört, die den Erzählfluss eher hemmen als fördern.“

„Horror-Spezialist Sam Raimi zeigt mit dieser aufwändigen Verfilmung des gleichnamigen Marvel-Comics, dass er diese durchaus zu schätzen weiß. Nach einer fulminanten ersten Hälfte verkommt das visuell beeindruckende Spektakel jedoch mehr und mehr zu einem typischen Superhelden-Duell. Dank der meisterhaften ersten Hälfte, die durchaus als witzige Allegorie auf die Pubertät (körperliche Veränderungen) zu verstehen ist, und dank eines brillant aufspielenden Tobey Maguire in der Titelrolle ist dies durchaus gelungene Unterhaltung.“

## Auszeichnungen
Der Film wurde für viele Auszeichnungen nominiert, darunter waren zwei Oscar-Nominierungen für Sound und Visual Effects, zwei Grammy-Nominierungen für Soundtrack (Danny Elfman) und den Song Hero (Chad Kroeger von Nickelback), eine Nominierung bei den Taurus Awards 2003 wegen des Endkampfes, sowie fünf Nominierungen bei den MTV Movie Awards. Kirsten Dunst konnte zwei MTV Movie Awards, als beste Darstellerin und für den besten Kuss zusammen mit Tobey Maguire, gewinnen. Danny Elfman gewann für seine Musik den Saturn Award.